# Тянево (Добрицька область)
Тя́нево (болг. Тянево) — село в Добрицькій області Болгарії. Входить до складу общини Добричка.

## Населення
За даними перепису населення 2011 року у селі проживала 161 особа, з них 59 осіб (95,2%) — болгари.
Розподіл населення за віком у 2011 році:
Динаміка населення: